# Allodiatoris Irma
Allodiatoris Irma, Allodiatorisz, férjezett Lackner Kálmánné (Arad, 1912. február 1. – Budapest, 1988. március 7.) antropológus, tudománytörténész, bibliográfus.

## Életpályája
Allodiatoris Károly államvasúti műszaki főtanácsos és Madarász Ilona (1878–1965) lánya. A budapesti Mária Terézia Leánylíceumban érettségizett (1930). 1935-ben a budapesti Pázmány Péter Tudományegyetemen szerzett természetrajz–földrajz szakos diplomát, és itt is doktorált 1937-ben. Ezt követően az egyetem Antropológiai Intézetében, majd rövid ideig a Tihanyi Biológiai Kutató Intézetben dolgozott.
1939 novemberében a Magyar Nemzeti Múzeum Állattára könyvtárába került, és itt működött 1945-ig, emellett részben Tihanyban, részben a budapesti tudományegyetem Embertani Intézetében végzett kutatásokat. 1945 után a Természettudományi Múzeum tudománytörténeti gyűjteményét gondozta és vezette haláláig.
Az 1930-as években mint antropológus a középiskolások és egyetemi hallgatók magasság- és súlynövekedését vizsgálta, később érdeklődése a tudománytörténet felé fordult, és az antropológia és az állattan hazai történetének kiemelkedő kutatója, egyben nemzetközileg is elismert bibliográfusa lett.
Technikai szerkesztője volt az Acta Botanica című periodikának és a Magyarország kultúrflórája című könyvsorozatnak. A Magyarhoni Földtani Társaság tudománytörténeti szakosztályának elnöke, és több tudományos társaság vezetőségi tagja volt.
Nagyszámú szak- és ismeretterjesztő cikke jelent meg.

## Főbb munkái
- Adatok az Árpád-kori alföldi magyarság anthropológiájához (Budapest, 1937)
- Xántus János; Terv Ny., Budapest, 1955 (A Társadalom- és Természettudományi Ismeretterjesztő Társulat előadásai)
- A Kárpát-medence antropológiai bibliográfiája; összeáll. Allodiatoris Irma; Akadémiai, Budapest, 1958
- Bibliographie der Zoologie in Karpatenbecken. 1900–1925; összeáll. Allodiatoris Irma, németre ford. Czukor Mária; Akadémiai, Budapest, 1966